# Zanthoxylum hawaiiense
Zanthoxylum hawaiiense är en vinruteväxtart som beskrevs av Wilhelm B. Hillebrand. Zanthoxylum hawaiiense ingår i släktet Zanthoxylum och familjen vinruteväxter. IUCN kategoriserar arten globalt som starkt hotad. Inga underarter finns listade i Catalogue of Life.